# Jacques Charles Brunet

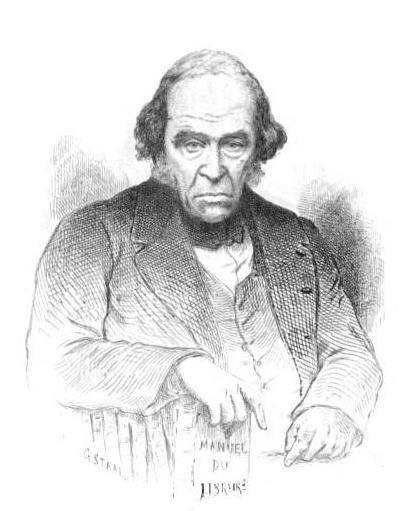

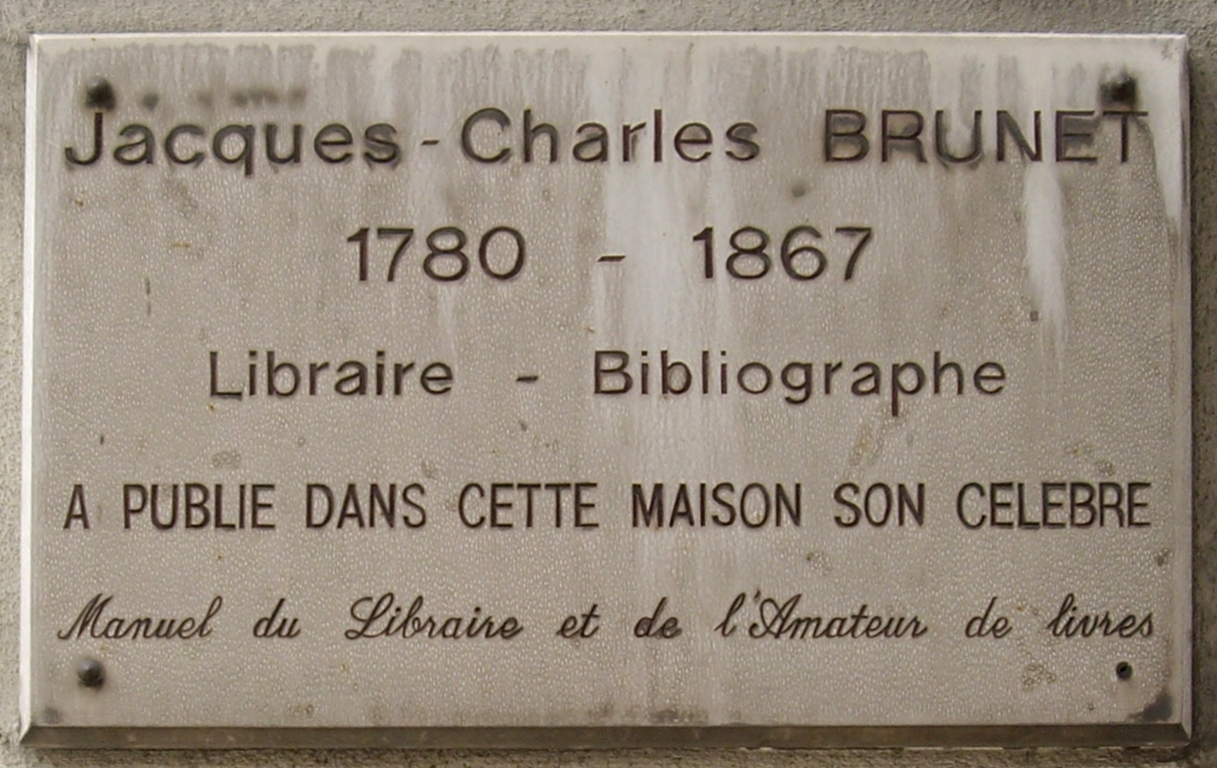
Een plaquette op de Rue Gît-le-Cœur in het 6e arrondissement van Parijs (nabij de Place St. Michel) markeert de plek waar Brunet zijn belangrijkste werk Manuel du libraire et de l'amateur de livres samenstelde.

Jacques Charles Brunet (Parijs, 2 november 1780 – aldaar, 14 november 1867) was een Frans bibliograaf, schrijver en boekhandelaar.

## Biografie
Brunet werd geboren als zoon van een boekverkoper. Zijn bibliografische carrière begon met het samenstellen van diverse catalogi voor veilingen, waaronder een voor de graaf en spiritist Comté d'Ourches (Parijs, 1811) en een supplement (in 1802) op de Dictionnaire bibliographique de livres rares uit 1790 van Duclos en Cailleau. 
In 1810 verscheen Brunets eerste druk van het werk waar hij beroemd door zou worden: een bibliografisch woordenboek met de titel Manuel du libraire et de l'amateur des livres (in 3 delen). Brunet publiceerde successieve uitgaven van dit woordenboek, dat al snel erkenning kreeg als het eerste en belangrijkste boek in zijn soort voor de Europese literatuur. Het laatste van de zes delen van de vijfde editie (1860-1865) van de Manuel du libraire bevatte een geclassificeerde, methodische tabel waarin de werken naar onderwerp waren gerangschikt. Een supplement op deze editie bevatte aanvullingen met werken die tussen 1878 en 1880 toegevoegd werden door P. Deschamps en G. Brunet.
Brunet schreef ook onder andere:
- Nouvelles Recherches bibliographiques (1834)
- Recherches sur les éditions originales des cinq livres du roman satirique de Rabelais (1852)
- een uitgave van de Franse gedichten van J.G. Alione d'Asti uit het begin van de 16e eeuw (1836).

Brunet wordt gezien als de opvolger van de Franse bibliograaf Guillaume-François Debure. In 1848 werd hij onderscheiden door de Franse overheid met een benoeming in het Legioen van Eer. Brunets methode om catalogi in te delen kreeg navolging, onder andere in de Astor Library in New York.